# كوب8
متحكم COP8 من اشباه الموصلات الوطنية هو 8-بت متحكم CISC الأساسي، ومن أهم الميزات هي :
- كمية كبيرة دبابيس المدخلات/مخرجات.
- الكثير من ذاكرة فلاش/روم لرمز والبيانات (حتى 32 كيلو بايت).
- تداخل الكهرومغناطيسي منخفضة جدا. بدون خلل معروف.
- العديد من الأجهزة الطرفية المتكاملة (تعني تصميم شريحة واحدة).
- برمجة في نظام.
- مجمع سلسلة أدوات مجانية. مجمع تجاري متاح للغة السي.
- تعدد المهام المجاني في نظام التشغيل و مجموعة TCP/IP.

انها دورة آلة تصل إلى 2M دورة في الثانية الواحدة، ولكن معظم الإصدارات يبدو أن يمكن عمل له تعدي الميقت إلى ما يصل إلى 2.8m دورة في الثانية الواحدة (28 ميجاهيرتز على مدار الساعة).